# Бебрика
Бебрика (др.-греч. Βεβρύκη) — персонаж греческой мифологии, одна из пятидесяти данаид — дочерей царя Аргоса Даная, эпоним бебриков. Предположительно отождествляется с данаидой Брикой.

## В мифологии

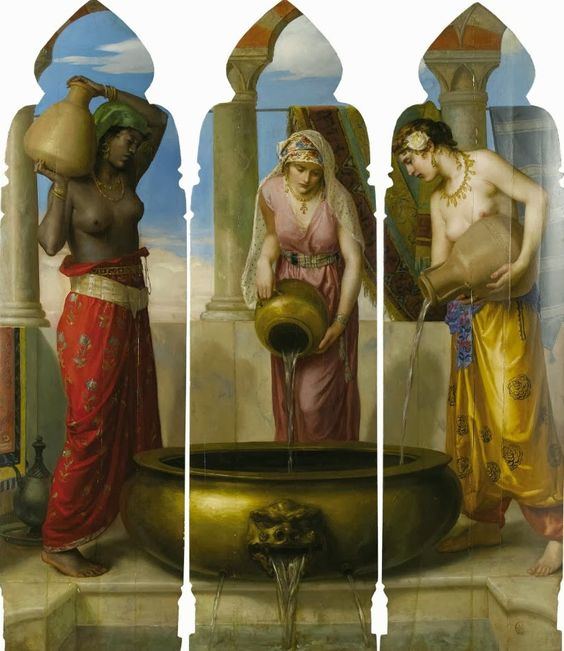
Уолтер Крэйн. Данаиды. XIX век

У Псевдо-Аполлодора упоминается Брика — одна из пятидесяти дочерей царя Аргоса Даная от его жены Поликсо. Она бежала вместе с отцом и сёстрами в Элладу, спасаясь от двоюродных братьев Египтиадов: те хотели жениться на данаидах, а Данаю была предсказана гибель от руки зятя. Египтиады настигли беглянок в Аргосе и принудили к браку; Брика стала женой Поликтора. Однако в первую же брачную ночь она убила своего мужа кинжалом или булавкой, спрятанной в причёске, и то же самое сделали со своими мужьями все её сёстры, кроме Гипермнестры. Головы убитых они закопали на берегу реки Лерна, а тела похоронили за городской стеной. После этого данаиды прошли обряд очищения в водах Лернейского озера. В тот же день Данай нашёл для них новых мужей из числа победителей в состязаниях по бегу.
Учёные предполагают, что Брика — тот же персонаж, что и Бебрика, упомянутая у Стефана Византийского и Евстафия. Бебрика вышла замуж за Египтиада Ипполита и пощадила его. Вместе супруги бежали в Вифинию и там смогли передать местному дикому народу египетскую мудрость. От имени Бебрики произошло новое название этого народа.